# 3011 Чунцін
3011 Чунцін (3011 Chongqing) — астероїд головного поясу, відкритий 26 листопада 1978 року.
Тіссеранів параметр щодо Юпітера — 3,153.